# Cultura da Nova Zelândia

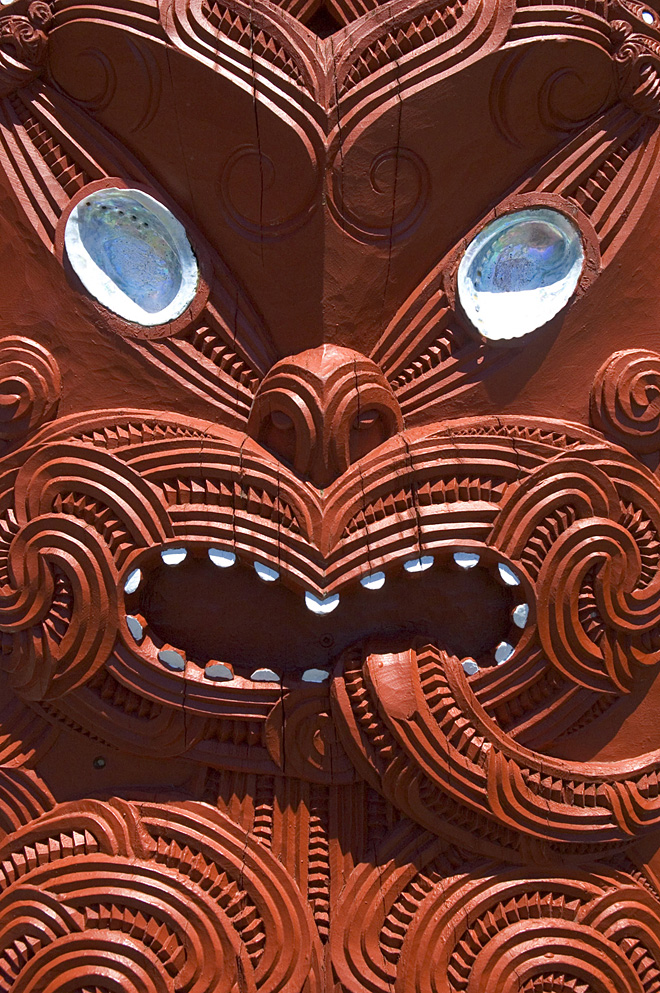
Escultura dos maoris em madeira, utilizando dois pāua como olhos.

Muito da cultura da Nova Zelândia é derivada de raízes europeias  e características neozelandesas distintas que evoluíram do ambiente e da cultura indígena do Maori. O vigor e originalidade das artes na Nova Zelândia, em filmes, ópera, música, pintura, escultura, teatro e dança — está alcançando reconhecimento internacional.
É provavelmente devido ao clima ameno e ao baixo número de residentes que o divertimento no exterior é bastante popular entre os neozelandeses. As corridas de cavalos, o râguebi, o críquete, o netball, a vela  a marcha têm praticantes entusiásticos.
O idioma mais falado é o inglês. O maori também é língua oficial de crescente importância cultural, tanto que faz parte do curriculum básico do ensino no país. As tradições maoris são cultivadas e influenciam notavelmente o kiwi, como gostam de ser chamados os neozelandeses. Kia Ora, equivalente ao Oi, é a saudação habitual entre o povo neozelandês.
A densidade populacional é relativamente baixa: 13,2 pessoas por km². Aproximadamente 80% da população são descendentes de europeus, oriundos principalmente da Grã-Bretanha, Irlanda, Alemanha, dos Países Baixos e da Itália e ex-Iugoslávia.
O segundo contingente é formado pelos maoris, pelo menos 12,8%, e o restante são pessoas das Ilhas do Pacífico, mormente da Samoa Ocidental, Ilhas Cook, Niue, Toquelau, Tonga e Fidji.
Grupos significativos de chineses e indianos vivem por gerações nas cidades.
A Nova Zelândia é famosa por suas leis sociais e pelo respeito aos direitos humanos. Foi o primeiro país de governo autônomo a dar às mulheres o direito ao voto (1893), e aos idosos o direito às pensões. Além de ter a primeira cidade do mundo - Nelson - a fixar em oito horas a carga horária diária de seus trabalhadores.